# Toni Datković
 Toni Datković,  (Zagreb, 6 november 1993)  is een Kroatische voetballer, die doorgaans speelt als verdediger. Hij is de broer van Marin Datković (speler NK Novalja ) en zijn vader Ivica Datković is trainer van dezelfde ploeg.

## Club voetbal
Opgegroeid op het eiland Pag  sloot  Datković als jeudspeler aan bij NK Novalja, een ploeg uit het noorden van het eiland.  Hij stapte over naar HNK Rijeka, en met een tussenperiode van zes maanden bij Lokomotiva Rijeka, zou hij daar zijn jeudopleiding genieten. 
Hij kreeg vanaf seizoen 2012-2013 een professioneel contract aangeboden bij HNK Rijeka, een ploeg uit de 1. HNL, maar zou nooit een officiële wedstrijd voor de ploeg spelen.  Hij zou onmiddellijk uitgeleend worden aan NK Pomorac Kostrena, een ploeg uit de 2. HNL.  Hij werd er onmiddellijk basisspeler en tijdens de twee seizoenen, dat hij er zich bevond, behaalde de ploeg respectievelijk een zevende en achtste plaats van 12 deelnemende ploegen.  De ploeg zat op het einde van het tweede seizoen in moeilijke financiële papieren en werd in oktober 2014 opgeheven.
Het daaropvolgende seizoen 2014-2015 zocht hij zijn geluk in Slovenië, bij NK Zavrč, een ploeg uit de hoogste landelijke afdeling 1. slovenska nogometna liga.  Ook hier verbleef hij twee seizoenen en dwong een plaats als basisspeler af.  Hij hielp de ploeg aan respectievelijk een vijfde en negende plaats.  Door dit tweede resultaat moesten ze de play downs spelen en wonnen die.  Maar ze moesten toch degraderen wegens financiële problemen.  Ze zouden het daaropvolgende seizoen nog wel op het lager niveau startten, maar de ploeg werd in de loop van de jaargang ontbonden.
Door de degradatie ging hij op zoek naar een andere ploeg.  Hij vond die voor seizoen 2016-2017 bij reeksgenoot FC Koper.  Nogmaals twee seizoenen actief met een achtste en zesde plaats als eindrangschikking.  Ook deze ploeg werd op het einde van het seizoen 2017-2018 gedegradeerd voor financiële redenen.
Na deze vier seizoenen in Slovenië, keerde hij vanaf seizoen 2017-2018 terug naar zijn vaderland en tekende bij NK Lokomotiva Zagreb.  Deze ploeg speelde op het hoogste landelijke niveau, 1. HNL.  Het eerste seizoen zou hij op een mooie vijfde plaats eindigen en zou hij drie doelpunten scoren uit veertien wedstrijd.  Het tweede seizoen 2018-2019 speelde hij 25 wedstrijden en scoorde tweemaal en zou de ploeg zesde eindigen.  Het laatste seizoen 2019-2020 zou hij tot de maand september een doelpunt scoren uit zeven wedstrijden. 
Dan werd hij op 2 september 2019 uitgeleend aan het  Spaanse SD Huesca.  Met deze ploeg werd hij kampioen van de Segunda División A.  In totaal zal hij zeventien van de negenendertig speeldagen spelen
Het daaropvolgende seizoen 2020-2021 ging hij zijn geluk opzoeken in Griekenland bij  Aris FC, een ploeg uit de Super League. Begin seizoen speelde hij drie wedstrijden, maar kon coach Akis Mantzios niet overtuigen.  Daarom keerde hij tijdens de winterstop terug naar de Segunda División A bij nieuwkomer FC Cartagena. Hij werd uitgeleend tot het einde van het seizoen met een optie van een seizoen meer.  Hij werd één van de basisspelers en was met zijn prestaties tijdens zijn negentien optredens bepalend voor het behoud van het team.  Cartagena wilde voor het daaropvolgende seizoen haar optie gebruiken, maar zijn Griekse werkgever had geld nodig.  Toen Real Salt Lake uit de MLS met een mooie offerte aankwam, werd duidelijk dat de ploeg hem niet kon behouden.
Dezelfde dag kondigde Real Salt Lake de overgang van de speler aan.  De ploeg uit de MLS betaalde een transferprijs van 120.000 EUR en de speler tekende een tweejarig contract.  Zijn eerste wedstrijd speelde Toni op 8 augustus 2021 tijdens de met 3-2 verloren uitwedstrijd tegen Portland Timbers.  Na een goede start, kwam hij op 2 oktober 2021 op de bank terecht en vanaf de daaropvolgende week viel hij volledig naast de ploeg en werd nooit meer geselecteerd.  Toen op 13 december 2021 Pablo Mastroeni doorgroeide van assistant coach tot coach, bleek de speelkansen van de Kroaat nog kleiner. De speler postte meer en meer berichten op sociale media dat hij terug naar Cartagena wildde, maar de geruchten van een mogelijke terugkeer werden steeds de als financieel onmogelijk bestempeld.  Het was dan op 18 januari 2022 een grote verrassing toen aangekondigd werd dat de Kroaat terugkeerde en een contract tekende tot juni 2024.  De dag van de tweede speeldag, 18 augustus 2023, verzond de ploeg een persbericht waarin verklaard werd dat de speler niet naar Andorra afgereisd was, aangezien hij een transfer naar het buitenland aan het voorbereiden was.  
Uiteindelijk tekende hij bij reeksgenoot Albacete Balompié, waar hij tijdens de heenronde negen officiële wedstrijden speelde.  Einde januari 2024 vertrok hij alweer naar een ploeg uit Singapore, Lion City Sailors FC.  

## Nationaal elftal
Hij speelde op 14 januari 2017 een oefenwedstrijd voor het Kroatisch voetbalelftal tegen China.  De wedstrijd was de troostfinale van de China Cup 2017.  De wedstrijd eindigde op 1-1 en China won de penalty's met 4-3, zodat Kroatië als vierde en laatste eindigde.